# Mohamed Simakan
Mohamed Sanousy Simakan (* 3. května 2000) je francouzský profesionální fotbalista, který hraje na pozici středního nebo pravého obránce za saúdskoarabský klub Al-Nassr FC.

## Mládí
Simakan se narodil v Marseille guinejským rodičům a 7. listopadu 2005 získal francouzské státní občanství díky naturalizaci své matky.

## Klubová kariéra

### Štrasburk
Dne 16. května 2018 podepsal Simakan svou první profesionální smlouvu se Štrasburkem. Svůj profesionální debut si odbyl při vítězství 3:1 v Evropské lize UEFA nad Makabi Haifa dne 25. července 2019.

### Lipsko
Dne 22. března 2021 Simakan souhlasil, že se připojí k německému klubu RB Lipsko na základě pětileté smlouvy za nezveřejněný poplatek, která vstoupí v platnost v létě 2021. Za klub debutoval v prvním kole DFB-Pokalu proti SV Sandhausen, které skončilo výhrou 4:0. Svůj debut v Lize mistrů si odbyl 21. září 2021 při porážce 2:1 s Clubem Brugge. Simakan se okamžitě stal důležitým hráčem klubu, zúčastnil se 28 zápasů Bundesligy, v sezóně vynechal pouze dva zápasy kvůli viru COVID-19. Zasloužil se také o vítězství v DFB-Pokalu, kde se zúčastnil všech zápasů.
Ve své druhé sezóně v klubu byl Simaken i nadále důležitou součástí týmu, protože odehrál 24 zápasů v Bundeslize a jednou skóroval. 6. září 2022 vstřelil svůj první gól v Lize mistrů UEFA při porážce 4:1 proti Šachtaru Doněck. Simakan se však zúčastnil i 5 zápasů v DFB-Pokalu, kde Lipsko obhájilo svůj triumf z předchozí sezóny.
Dne 19. září 2023 vstřelil vůbec první gól v sezóně Ligy mistrů UEFA 2023/24 ve 3. minutě při venkovní výhře 3:1 nad Young Boys.

### Al-Nassr
Dne 2. září 2024 se Simakan připojil k Al-Nassr FC ze Saudi Pro League za 45 milionů eur.

## Reprezentační kariéra
Díky skvělým výkonům byl Simakan povolán Bernardem Diomèdem do reprezentace Francie do 20 let. Svůj první zápas odehrál proti Slovinsku, ve kterém gólem hlavičkou přispěl k remíze svého týmu 2:2.

## Statistiky

### Klubové
Platí k zápasu hranému 13. února 2025.
| Klub              | Sezóna            | Liga                   | Liga   | Liga | Národní pohár | Národní pohár | Kontinentální | Kontinentální | Ostatní | Ostatní | Celkově | Celkově |
| Klub              | Sezóna            | Soutěž                 | Zápasy | Góly | Zápasy        | Góly          | Zápasy        | Góly          | Zápasy  | Góly    | Zápasy  | Góly    |
| ----------------- | ----------------- | ---------------------- | ------ | ---- | ------------- | ------------- | ------------- | ------------- | ------- | ------- | ------- | ------- |
| Štrasburk B       | 2017/18           | Championnat National 3 | 18     | 1    | —             | —             | —             | —             | —       | —       | 18      | 1       |
| Štrasburk B       | 2018/19           | Championnat National 3 | 6      | 0    | —             | —             | —             | —             | —       | —       | 6       | 0       |
| Štrasburk B       | Celkově           | Celkově                | 24     | 1    | —             | —             | —             | —             | —       | —       | 24      | 1       |
| Štrasburk         | 2019/20           | Ligue 1                | 19     | 0    | 1             | 0             | 5             | 0             | 0       | 0       | 25      | 0       |
| Štrasburk         | 2020/21           | Ligue 1                | 19     | 1    | 0             | 0             | —             | —             | —       | —       | 19      | 1       |
| Štrasburk         | Celkově           | Celkově                | 38     | 1    | 1             | 0             | 5             | 0             | 0       | 0       | 44      | 1       |
| RB Lipsko         | 2021/22           | Bundesliga             | 28     | 1    | 6             | 0             | 7             | 0             | —       | —       | 41      | 1       |
| RB Lipsko         | 2022/23           | Bundesliga             | 24     | 1    | 5             | 1             | 7             | 1             | 1       | 0       | 37      | 3       |
| RB Lipsko         | 2023/24           | Bundesliga             | 32     | 2    | 2             | 0             | 7             | 1             | 1       | 0       | 42      | 3       |
| RB Lipsko         | 2024/25           | Bundesliga             | 1      | 0    | 1             | 0             | —             | —             | —       | —       | 2       | 0       |
| RB Lipsko         | Celkově           | Celkově                | 85     | 4    | 14            | 1             | 21            | 2             | 2       | 0       | 122     | 7       |
| Al-Nassr          | 2024/25           | Saudi Pro League       | 16     | 1    | 2             | 0             | 6             | 0             | —       | —       | 24      | 1       |
| Celkově v kariéře | Celkově v kariéře | Celkově v kariéře      | 162    | 7    | 17            | 1             | 32            | 2             | 2       | 0       | 213     | 10      |

## Úspěchy
RB Lipsko
- DFB-Pokal: 2021/22, 2022/23
- DFL-Supercup: 2023